# Liste der Flughäfen im Vereinigten Königreich
Das Vereinigte Königreich hat laut CIA World Factbook 471 Flugplätze und Flughäfen. In dieser Liste sind sie nach Landesteil, Überseegebiet, Kronbesitztum und den Ortschaften oder Inseln geordnet, die sie erschließen.

## Vereinigtes Königreich

### England
| Stadt               | Name des Flughafens                  | ICAO-Code | IATA-Code | Nutzung      | Länge Startbahn (in m) | Belag               |
| ------------------- | ------------------------------------ | --------- | --------- | ------------ | ---------------------- | ------------------- |
| Abingdon            | RAF Abingdon                         | EGUD      | ABB       |              |                        |                     |
| Albrighton          | RAF Cosford                          | EGWC      |           | Militär      | 1186                   | Asphalt             |
| Alnwick             | RAF Boulmer                          | EGQM      |           |              |                        |                     |
| Amesbury            | MoD Boscombe Down                    | EGDM      |           | Militär      | 3212                   | Beton/Asphalt       |
| Andover             | Army Air Corps Middle Wallop         | EGVP      |           |              |                        |                     |
| Andover             | Thruxton Aerodrome                   | EGHO      |           | Zivil        | 0770                   | Asphalt             |
| Ascot               | Ascot Racecourse Heliport            | EGLT      |           | Zivil        | 0800                   | Gras                |
| Barrow-in-Furness   | Barrow/Walney Island Airfield        | EGNL      | BWF       | Zivil        | 1014                   | Asphalt             |
| Basingstoke         | Lasham Airfield                      | EGHL      | QLA       | Zivil        | 1797                   | Asphalt             |
| Beccles             | Beccles Airport                      | EGSM      |           | Zivil        | 0696                   | Beton/Gras          |
| Bedford             | Castle Mill Airfield                 | EGSB      | BFC       |              |                        |                     |
| Benson              | RAF Benson                           | EGUB      | BEX       | Militär      | 1823                   | Asphalt             |
| Beverley            | Beverley/Linley Hill Airfield        | EGNY      |           | Zivil        | 2083                   | Gras                |
| Bicester            | Bicester Airfield                    |           |           |              |                        |                     |
| Birmingham          | Birmingham International Airport     | EGBB      | BHX       | Zivil        | 2605                   | Asphalt             |
| Blackpool           | Blackpool International Airport      | EGNH      | BLK       | Zivil        | 1869                   | Asphalt             |
| Bockenfield         | Eshott Airfield                      |           |           | Zivil        |                        | Asphalt             |
| Bodmin              | Bodmin Aerodrome                     | EGLA      |           | Zivil        | 0610                   | Gras                |
| Bognor Regis        | Bognor Regis Aerodrome               | EGKC      |           |              |                        |                     |
| Bourn               | Bourn Aerodrome                      | EGSN      |           | Zivil        | 0633                   | Bitumen             |
| Bournemouth         | Bournemouth Airport                  | EGHH      | BOH       | Zivil        | 2298                   | Asphalt             |
| Brackley            | Hinton in the Hedges Airfield        |           |           | Zivil        |                        | Teer                |
| Braintree           | Andrewsfield Aerodrome               | EGSL      |           | Privat       | 0790                   | Gras                |
| Braunton            | Royal Marines Base Chivenor          | EGDC      |           | Militär      | 1833                   | Asphalt             |
| Bristol             | Bristol International Airport        | EGGD      | BRS       | Zivil        | 2011                   | Asphalt             |
| Brize Norton        | RAF Brize Norton                     | EGVN      | BZZ       | Militär      | 3050                   | Asphalt             |
| Brough              | Brough Aerodrome                     | EGNB      |           | Privat       | 1054                   | Asphalt             |
| Bruntingthorpe      | Bruntingthorpe Aerodrome             |           |           | Privat       | 3000                   | Asphalt             |
| Bulford             | Salisbury Plain Aerodrome            | EGDS      |           |              |                        |                     |
| Camberley           | Blackbushe Airport                   | EGLK      | BBS       | Zivil        | 1335                   | Asphalt             |
| Cambridge           | Cambridge Airport                    | EGSC      | CBG       | Zivil        | 1965                   | Beton               |
| Cambridge           | RAF Fowlmere                         | EGMA      |           | Zivil        | 0700                   | Gras                |
| Canterbury/Ramsgate | Kent International Airport           | EGMH      | MSE       | Zivil        | 3887                   | Asphalt/Beton       |
| Carlisle            | Carlisle Lake District Airport       | EGNC      | CAX       | Zivil        | 1837                   | Asphalt             |
| Challock            | Challock Airfield                    | EGKE      |           |              |                        |                     |
| Cheltenham          | Cheltenham Racecourse Heliport       | EGBC      |           | Zivil        | 0400                   | Gras                |
| Chichester          | Chichester/Goodwood Airport          | EGHR      | QUG       | Zivil        | 1255                   | Gras                |
| Chobham             | Fairoaks Airport                     | EGTF      | FRK       | Privat       | 0813                   | Asphalt             |
| Church Fenton       | RAF Church Fenton                    | EGXG      |           | Militär      | 1877                   | Asphalt             |
| Clacton-on-Sea      | Clacton Airport                      | EGSQ      |           | Zivil        | 0610                   | Gras                |
| Colerne             | Colerne Airfield                     | EGUO      |           | Militär      | 1095                   | Asphalt             |
| Coningsby           | RAF Coningsby                        | EGXC      | QCY       | Militär      | 2744                   | Beton               |
| Coventry            | Coventry Airport                     | EGBE      | CVT       | Zivil        | 2007                   | Asphalt             |
| Cranfield           | Cranfield Airport                    | EGTC      |           | Privat       | 1799                   | Asphalt             |
| Cranwell            | RAF Cranwell                         | EGYD      |           | Militär      | 2082                   | Asphalt             |
| Derby               | Derby Airfield                       | EGBD      |           | Zivil        | 0602                   | Gras                |
| Dishforth           | RAF Dishforth                        | EGXD      |           | Militär      | 1858                   | Asphalt             |
| Doncaster           | Robin Hood Airport                   | EGCN      | DSA       | Zivil        | 2893                   | Asphalt             |
| Dunsfold            | Dunsfold Aerodrome                   | EGTD      |           |              |                        |                     |
| Duxford             | Duxford Aerodrome                    | EGSU      | QFO       | Zivil        | 1503                   |                     |
| East Midlands       | East Midlands Airport                | EGNX      | EMA       | Zivil        | 2893                   | Asphalt             |
| Enstone             | Enstone Airfield                     |           |           | Zivil        |                        |                     |
| Exeter              | Exeter International Airport         | EGTE      | EXT       | Zivil        | 2083                   | Asphalt             |
| Fairford            | RAF Fairford                         | EGVA      | FFD       | Militär      | 3046                   | Asphalt             |
| Farnborough         | Farnborough Airfield                 | EGLF      | FAB       | Privat       | 2440                   | Asphalt             |
| Filton              | Bristol Filton Airport               | EGTG      | FZO       | Zivil        | 2467                   | Beton               |
| Formby              | RAF Woodvale                         | EGOW      |           | Militär      | 1647                   | Asphalt             |
| Gerrards Cross      | Denham Aerodrome                     | EGLD      |           | Zivil        | 0775                   | Asphalt             |
| Goodwood            | Goodwood Racecourse Heliport         | EGKG      |           | Zivil        | 0500                   | Gras                |
| Grantham            | RAF Barkston Heath                   | EGYE      |           | Militär      | 1831                   | Asphalt             |
| Great Torrington    | Eaglescott Airfield                  | EGHU      |           | Zivil        | 0600                   | Gras                |
| Great Yarmouth      | North Denes Airport                  | EGSD      |           |              |                        |                     |
| Halstead            | Earls Colne Airfield                 | EGSR      |           | Zivil        | 0939                   | Gras/Asphalt        |
| Halton              | RAF Halton                           | EGWN      |           | Militär      |                        |                     |
| Helston             | RNAS Culdrose                        | EGDR      |           | Militär      | 1831                   | Asphalt             |
| Henlow              | RAF Henlow                           | EGWE      |           | Militär      |                        |                     |
| Henstridge          | Henstridge Airfield                  | EGHS      |           | Zivil        |                        |                     |
| Hertford            | Panshanger Airport                   | EGLG      |           | Zivil        | 0972                   | Gras                |
| Hethel              | Hethel Airport                       | EGSK      |           | Privat       |                        |                     |
| High Wycombe        | Wycombe Air Park                     | EGTB      |           | Zivil        | 0735                   | Asphalt             |
| Honiton             | Dunkeswell Aerodrome                 | EGTU      |           | Privat       | 0968                   | Asphalt             |
| Huddersfield        | Crosland Moor Airfield               |           |           | Zivil        | 0700                   | Asphalt/Gras        |
| Hullavington        | Hullavington Airport                 | EGDV      |           | Zivil        |                        |                     |
| Ipswich             | Crowfield Airfield                   | EGSO      |           |              |                        | Gras                |
| Ipswich             | Elmsett Airport                      | EGST      |           |              |                        |                     |
| Kemble              | Cotswold Airport (Kemble Airfield)   | EGBP      | GBA       | Privat       | 2009                   | Asphalt             |
| Kettering           | RAF Deenethorpe                      |           |           | Militär      |                        |                     |
| Kingston upon Hull  | Humberside Airport                   | EGNJ      | HUY       | Zivil        | 2196                   | Asphalt & Beton     |
| Lakenheath          | RAF Lakenheath                       | EGUL      | LKZ       | Militär      | 2743                   | Beton/Asphalt       |
| Leconfield          | RAF Leconfield                       |           |           | Militär      |                        |                     |
| Leeming Bar         | RAF Leeming                          | EGXE      |           | Militär      | 2292                   | Asphalt             |
| Leicester           | Leicester Airport                    | EGBG      |           | Zivil        | 0940                   | Asphalt             |
| Leominster          | Shobdon Aerodrome                    | EGBS      |           | Zivil        | 0900                   | Gras                |
| Lincoln             | Sturgate Airfield                    | EGCS      |           | Zivil        |                        |                     |
| Lincoln             | Wickenby Aerodrome                   | EGNW      |           | Zivil        | 0530                   | Beton               |
| Linton-on-Ouse      | RAF Linton-on-Ouse                   | EGXU      | HRT       | Militär      | 1835                   | Asphalt             |
| Liverpool           | Liverpool John Lennon Airport        | EGGP      | LPL       | Zivil        | 2286                   | Asphalt             |
| London              | London Biggin Hill Airport           | EGKB      | BQH       | Zivil        | 1802                   |                     |
| London              | London City Airport                  | EGLC      | LCY       | Zivil        | 1508                   | Beton               |
| London              | Gatwick Airport                      | EGKK      | LGW       | Zivil        | 3316                   | Asphalt/Beton       |
| London              | London Heathrow Airport              | EGLL      | LHR       | Zivil        | 3901                   | Asphalt             |
| London              | London Heliport                      | EGLW      |           | Zivil        |                        | Beton               |
| London              | London Luton Airport                 | EGGW      | LTN       | Zivil        | 2160                   | Asphalt             |
| London              | London Stansted Airport              | EGSS      | STN       | Zivil        | 3048                   | Asphalt             |
| Lydd                | Flughafen Lydd                       | EGMD      | LYX       | Zivil        | 1505                   | Asphalt             |
| Lympne              | Flughafen Lympne                     | EGMK      | LYM       | 1984 geschl. | 1372                   | Gras/Beton          |
| Maidstone           | Lashenden (Headcorn) Airfield        | EGKH      |           | Privat       | 0840                   | Gras                |
| Manchester          | Barton Aerodrome                     | EGCB      |           | Zivil        | 0621                   | Gras                |
| Manchester          | Manchester Airport                   | EGCC      | MAN       | Zivil        | 3048                   | Beton/Asphalt       |
| Marham              | RAF Marham                           | EGYM      | KNF       | Militär      | 2786                   | Beton               |
| Mildenhall          | RAF Mildenhall                       | EGUN      | MHZ       | Militär      | 2811                   | Beton/Asphalt       |
| Mullion             | RNAS Predannack                      | EGDO      |           | Militär      |                        |                     |
| Netheravon          | Airfield Camp Netheravon             | EGDN      |           | Militär      |                        |                     |
| Newark-on-Trent     | RAF Syerston                         | EGXY      |           | Militär      | 1827                   | Asphalt             |
| Newcastle upon Tyne | Newcastle Airport                    | EGNT      | NCL       | Zivil        | 2391                   | Asphalt             |
| Newquay             | Newquay Cornwall Airport             | EGHQ      | NQY       | Zivil        | 2745                   | Asphalt             |
| North Weald         | North Weald Airfield                 | EGSX      |           | Privat       | 1930                   | Asphalt             |
| Northampton         | Sywell Aerodrome                     | EGBK      | ORM       | Privat       | 0909                   | Gras                |
| Norwich             | Norwich International Airport        | EGSH      | NWI       | Zivil        | 1841                   | Asphalt/Beton       |
| Norwich             | Old Buckenham Airport                | EGSV      |           | Zivil        | 0800                   | Asphalt             |
| Norwich             | RAF Coltishall                       | EGYC      | CLF       | Militär      |                        |                     |
| Norwich             | Seething Airfield                    | EGSJ      |           | Zivil        | 0800                   | Asphalt             |
| Nottingham          | Hucknall Airfield                    | EGNA      |           | Zivil        | 0865                   | Gras                |
| Nottingham          | Nottingham Airport                   | EGBN      | NQT       | Privat       | 1050                   | Asphalt/Beton       |
| Oaksey              | Oaksey Park Airfield                 | EGTW      |           | Zivil        |                        |                     |
| Odiham              | RAF Odiham                           | EGVO      | ODH       | Militär      | 1838                   | Asphalt             |
| Old Warden          | Shuttleworth (Old Warden) Aerodrome  | EGTH      |           | Privat       |                        |                     |
| Oxford              | Chalgrove Airfield                   | EGLJ      |           | Privat       | 1830                   | Asphalt             |
| Oxford              | Oxford Airport                       | EGTK      | OXF       | Privat       | 1319                   | Asphalt             |
| Penzance            | Penzance Heliport                    | EGHK      | PZE       | Zivil        | 0375                   | Gras                |
| Perranporth         | Perranporth Airfield                 | EGTP      |           | Zivil        | 0940                   | Asphalt             |
| Peterborough        | Peterborough/Sibson Airport          | EGSP      |           | Zivil        | 0935                   | Gras                |
| Peterborough        | Peterborough Business Airport        | EGSF      |           | Privat       | 0987                   | Asphalt             |
| Plymouth            | Plymouth City Airport                | EGHD      | PLH       | 2011 geschl. | 0942                   | Asphalt             |
| Popham              | Popham Airfield                      | EGHP      |           | Zivil        |                        |                     |
| Portland            | RNAS Portland Heliport               | EGDP      |           | Militär      |                        |                     |
| Preston             | Warton Aerodrome                     | EGNO      |           | Privat       | 2422                   | Asphalt             |
| Redhill             | Redhill Aerodrome                    | EGKR      | KRH       | Zivil        | 0897                   | Gras                |
| Retford             | Gamston Airport                      | EGNE      |           | Zivil        | 1683                   | Asphalt             |
| Rochester           | Rochester Airport                    | EGTO      | RCS       | Privat       | 0963                   | Gras                |
| Romford             | Stapleford Aerodrome                 | EGSG      |           | Zivil        | 1077                   | Gras/Asphalt insert |
| Ruislip             | RAF Northolt                         | EGWU      | NHT       | Militär      | 1690                   | Asphalt             |
| Salisbury           | Old Sarum Airfield                   | EGLS      |           | Zivil        | 0781                   | Gras                |
| Sandown             | Bembridge Airport                    | EGHJ      | BBP       | Privat       | 0837                   | Beton               |
| Sandown             | Isle of Wight/Sandown Airport        | EGHN      |           | Zivil        | 0884                   | Gras                |
| Scampton            | RAF Scampton                         | EGXP      | SQZ       | Militär      | 2740                   | Asphalt             |
| Scunthorpe          | Sandtoft Airfield                    | EGCF      |           | Zivil        | 0886                   | Asphalt             |
| Shaftesbury         | Compton Abbas Airfield               | EGHA      |           | Privat       | 0803                   | Gras                |
| Sheffield           | Sheffield City Airport               | EGSY      | SZE       | Zivil        | 1211                   | Asphalt             |
| Sherburn-in-Elmet   | Sherburn-in-Elmet Airfield           | EGCJ      |           | Zivil        | 0830                   |                     |
| Shipdham            | RAF Shipdham                         | EGSA      |           |              |                        |                     |
| Shoreham-by-Sea     | Shoreham Airport                     | EGKA      | ESH       | Zivil        | 1036                   | Asphalt             |
| Shrewsbury          | Sleap Airfield                       | EGCV      |           | Zivil        | 0802                   | Asphalt             |
| Silverstone         | Silverstone Heliport                 | EGBV      |           | Zivil        | 0450                   | Gras                |
| Southampton         | Southampton Airport                  | EGHI      | SOU       | Zivil        | 1723                   | Asphalt             |
| Southend-on-Sea     | London Southend Airport              | EGMC      | SEN       | Zivil        | 1605                   | Asphalt             |
| Southport           | Southport Birkdale Sands Airport     | EGCO      |           | Zivil        |                        |                     |
| Spalding            | Fenland Airfield                     | EGCL      |           | Zivil        | 0594                   | Gras                |
| St Ives             | RAF Wyton                            | EGUY      | QUY       | Militär      | 2507                   | Asphalt             |
| St Just in Penwith  | Land’s End Airport                   | EGHC      | LEQ       | Zivil        | 0792                   | Gras                |
| St Neots            | Little Gransden Airfield             | EGMJ      |           | Zivil        | 0570                   | Gras                |
| St. Mary’s          | St. Mary’s Airport                   | EGHE      | ISC       | Zivil        | 0600                   | Asphalt             |
| Stamford            | RAF Wittering                        | EGXT      |           | Militär      | 2759                   | Asphalt             |
| Staverton           | Gloucestershire Airport              | EGBJ      | GLO       | Zivil        | 1419                   | Asphalt             |
| Stockport           | Flugplatz Woodford                   | EGCD      |           | Privat       | 2292                   | Asphalt             |
| Stowmarket          | Wattisham Airfield                   | EGUW      |           | Militär      | 2424                   | Asphalt             |
| Strubby             | Strubby Airfield                     | EGCG      |           | Zivil        |                        |                     |
| Tatenhill           | Tatenhill Airfield                   | EGBM      |           | Zivil        | 0788                   | Asphalt             |
| Tees Valley         | Teesside Airport                     | EGNV      | MME       | Zivil        | 2291                   | Asphalt             |
| Ternhill            | RAF Ternhill                         | EGOE      |           | Militär      | 0980                   | Asphalt             |
| Thetford            | RAF Honington                        | EGXH      | BEQ       | Militär      | 2747                   | Asphalt             |
| Topcliffe           | RAF Topcliffe                        | EGXZ      |           | Militär      | 1814                   | Asphalt             |
| Tresco              | Tresco Heliport                      | EGHT      |           | 2012 geschl. | 0362                   | Gras                |
| Truro               | Truro Aerodrome                      | EGHY      |           | Zivil        | 0530                   | Gras                |
| Turweston           | Turweston Aerodrome                  | EGBT      |           | Zivil        | 0915                   | Asphalt             |
| Upavon              | Upavon Airfield                      | EGDJ      | UPV       |              |                        |                     |
| Upminster           | Damyns Hall Aerodrome                | EGML      |           | Privat       | 0599                   | Gras                |
| Waddington          | RAF Waddington                       | EGXW      | WTN       | Militär      | 2743                   | Asphalt             |
| Watford             | Elstree Airfield                     | EGTR      | ETR       | Zivil        | 0651                   | Asphalt             |
| Wellesbourne        | Wellesbourne Mountford Aerodrome     | EGBW      |           | Privat       | 0917                   | Asphalt             |
| West Yorkshire      | Leeds Bradford International Airport | EGNM      | LBA       | Zivil        | 2250                   | Beton               |
| Weston-on-the-Green | RAF Weston-on-the-Green              |           |           | Militär      |                        |                     |
| White Waltham       | White Waltham Airfield               | EGLM      |           | Zivil        | 1015                   | Gras                |
| Wiltshire           | RAF Lyneham                          | EGDL      | LYE       | Militär      | 2386                   | Asphalt             |
| Wolverhampton       | Wolverhampton Airport                | EGBO      |           | Zivil        | 1182                   | Asphalt             |
| Worksop             | Netherthorpe Airfield                | EGNF      |           | Zivil        | 0553                   | Gras                |
| Wroughton           | RAF Wroughton                        | EGDT      |           |              |                        |                     |
| Yeovil              | RNAS Merryfield                      | EGDW      |           | Militär      | 1820                   | Asphalt             |
| Yeovil              | RNAS Yeovilton                       | EGDY      | YEO       | Militär      | 2310                   | Beton               |
| Yeovil              | Yeovil Aerodrome                     | EGHG      |           | Zivil        | 1386                   | Gras                |
| York                | Full Sutton Airfield                 | EGNU      |           | Zivil        | 0772                   | Gras                |

### Nordirland
| Stadt       | Name des Flughafens              | ICAO-Code | IATA-Code | Nutzung | Länge Startbahn (in m) | Belag   |
| ----------- | -------------------------------- | --------- | --------- | ------- | ---------------------- | ------- |
| Belfast     | Belfast International Airport    | EGAA      | BFS       | Zivil   | 2780                   | Asphalt |
| Belfast     | George Best Belfast City Airport | EGAC      | BHD       | Zivil   | 1829                   | Asphalt |
| Derry       | City of Derry Airport            | EGAE      | LDY       | Zivil   | 1852                   | Asphalt |
| Enniskillen | Enniskillen/St Angelo Airport    | EGAB      | ENK       | Privat  | 1326                   | Asphalt |
| Newtownards | Newtownards Airport              | EGAD      |           | Zivil   | 0794                   | Asphalt |

### Schottland
| Stadt oder Insel | Council area       | Name des Flughafens            | ICAO-Code | IATA-Code | Nutzung | Länge Startbahn (in m) | Belag         |
| ---------------- | ------------------ | ------------------------------ | --------- | --------- | ------- | ---------------------- | ------------- |
| Aberdeen         | Aberdeen           | Aberdeen International Airport | EGPD      | ABZ       | Zivil   | 1829                   | Asphalt       |
| Benbecula        | Na h-Eileanan Siar | Benbecula Airport              | EGPL      | BEB       | Zivil   | 1836                   | Asphalt       |
| Broadford        | Highland           | Broadford Airfield             | EGEI      | SKL       | Zivil   | 0793                   | Asphalt       |
| Coll             | Argyll and Bute    | Coll Airport                   | EGEL      | COL       | Zivil   | 0500                   | Asphalt       |
| Colonsay         | Argyll and Bute    | Colonsay Airport               | EGEY      | CSA       | Zivil   | 0501                   | Asphalt       |
| Barra            | Na h-Eileanan Siar | Barra Airport                  | EGPR      | BRR       | Zivil   | 0846                   | Sand          |
| Campbeltown      | Argyll and Bute    | Campbeltown Airport            | EGEC      | CAL       | Zivil   | 1750                   | Asphalt       |
| Cumbernauld      | North Lanarkshire  | Cumbernauld Airport            | EGPG      |           | Zivil   | 0820                   | Asphalt       |
| Delting          | Shetland           | Scatsta Airport                | EGPM      | SCS       | Zivil   | 1360                   | Asphalt       |
| Dundee           | Dundee             | Dundee Airport                 | EGPN      | DND       | Zivil   | 1400                   | Asphalt       |
| Eday             | Orkney             | Eday Airport                   | EGED      | EOI       | Zivil   | 0518                   | Gras          |
| Edinburgh        | Edinburgh          | Edinburgh Airport              | EGPH      | EDI       | Zivil   | 2560                   | Asphalt       |
| Fair Isle        | Shetland           | Fair Isle Airport              | EGEF      | FIE       | Zivil   | 0486                   | Kies          |
| Fetlar           | Shetland           | Fetlar Airstrip                |           | FEA       | Zivil   | 0481                   | Kies          |
| Flotta           | Orkney             | Flotta Airfield                |           | FLH       | Zivil   | 0760                   | Asphalt       |
| Foula            | Shetland           | Foula Airfield                 | EGFO      | FOA       | Zivil   | 0382                   | Kies          |
| Glasgow          | Glasgow            | Glasgow City Heliport          | EGEG      |           | Zivil   |                        |               |
| Glasgow          | Glasgow            | Glasgow Seaplane Terminal      |           |           | Zivil   |                        |               |
| Glenrothes       | Fife               | Fife Airport                   | EGPJ      |           | Zivil   | 0700                   | Asphalt       |
| Inverness        | Highland           | Inverness Airport              | EGPE      | INV       | Zivil   | 1887                   | Asphalt       |
| Islay            | Argyll and Bute    | Islay Airport                  | EGPI      | ILY       | Zivil   | 1545                   | Asphalt       |
| Kinloss          | Moray              | RAF Kinloss                    | EGQK      | FSS       | Militär | 2311                   | Asphalt       |
| Kirkwall         | Orkney             | Kirkwall Airport               | EGPA      | KOI       | Zivil   | 1428                   | Asphalt       |
| Leuchars         | Fife               | RAF Leuchars                   | EGQL      | ADX       | Militär | 2588                   | Asphalt       |
| Lossiemouth      | Moray              | RAF Lossiemouth                | EGQS      | LMO       | Militär | 2749                   | Asphalt       |
| North Ronaldsay  | Orkney             | North Ronaldsay Airport        | EGEN      | NRL       | Zivil   | 0467                   | Naturbelag    |
| Oban             | Argyll and Bute    | Oban Airport                   | EGEO      | OBN       | Zivil   | 1240                   | Asphalt       |
| Out Skerries     | Shetland           | Out Skerries Airfield          |           | OUK       |         | 0365                   | Kies          |
| Paisley          | Renfrewshire       | Glasgow International Airport  | EGPF      | GLA       | Zivil   | 2658                   | Asphalt       |
| Papa Stour       | Shetland           | Papa Stour Airfield            |           | PSV       | Zivil   | 0440                   | Erde/Kies     |
| Papa Westray     | Orkney             | Papa Westray Airport           | EGEP      | PPW       | Zivil   | 0467                   | Naturbelag    |
| Plockton         | Highland           | Plockton Airfield              | XPLO      |           | Zivil   | 0597                   | Asphalt       |
| Prestwick        | South Ayrshire     | Glasgow Prestwick Airport      | EGPK      | PIK       | Zivil   | 2987                   | Beton/Asphalt |
| Sanday           | Orkney             | Sanday Airport                 | EGES      | NDY       | Zivil   | 0467                   | Naturbelag    |
| Scone            | Perth and Kinross  | Perth Airport                  | EGPT      | PSL       | Zivil   | 0853                   | Asphalt       |
| Stornoway        | Na h-Eileanan Siar | Stornoway Airport              | EGPO      | SYY       | Zivil   | 2200                   | Asphalt       |
| Stronsay         | Orkney             | Stronsay Airport               | EGER      | SOY       | Zivil   | 0515                   | Naturbelag    |
| Sumburgh         | Shetland           | Sumburgh Airport               | EGPB      | LSI       | Zivil   | 1426                   | Asphalt       |
| Tingwall         | Shetland           | Tingwall Airport               | EGET      | LWK       | Zivil   | 0764                   | Asphalt       |
| Tiree            | Argyll and Bute    | Tiree Airport                  | EGPU      | TRE       | Zivil   | 1472                   | Asphalt       |
| Unst             | Shetland           | Unst Airport                   | EGPW      | UNT       | Zivil   | 0640                   | Asphalt       |
| Westray          | Orkney             | Westray Airport                | EGEW      | WRY       | Zivil   | 0467                   | Kies          |
| Whalsay          | Shetland           | Whalsay Airport                | EGEH      | WHS       | Zivil   | 0457                   | Asphalt       |
| Wick             | Highland           | Wick Airport                   | EGPC      | WIC       | Zivil   | 1825                   | Asphalt       |

### Wales
| Stadt oder Insel | Name des Flughafens           | ICAO-Code | IATA-Code | Nutzung | Länge Startbahn (in m) | Belag         |
| ---------------- | ----------------------------- | --------- | --------- | ------- | ---------------------- | ------------- |
| Aberporth        | Aberporth Airport             | EGFA      |           | Zivil   | 0924                   | Asphalt       |
| Anglesey         | Anglesey Airport              | EGOV      | VLY       | Zivil   | 2290                   | Asphalt       |
| Anglesey         | RAF Valley                    | EGOV      | VLY       | Militär | 2290                   | Asphalt       |
| Anglesey         | RAF Mona                      | EGOQ      |           | Militär | 1579                   | Asphalt       |
| Caernarfon       | Caernarfon Airport            | EGCK      |           | Zivil   | 1080                   | Asphalt       |
| Cardiff          | Cardiff International Airport | EGFF      | CWL       | Zivil   | 2392                   | Asphalt       |
| Cardiff          | Tremorfa Heliport             | EGFC      |           |         |                        |               |
| Chester          | Hawarden Airport              | EGNR      | CEG       | Zivil   | 2043                   | Asphalt/Beton |
| Haverfordwest    | Haverfordwest Aerodrome       | EGFE      | HAW       | Zivil   | 1524                   | Asphalt       |
| Llanbedr         | Llanbedr Airport              | EGOD      |           | Zivil   | 2286                   | Asphalt       |
| Pembrey          | Pembrey Airport               | EGFP      |           | Privat  | 0797                   | Beton         |
| Llanmaes         | MOD St Athan                  | EGDX      | DGX       | Militär | 1825                   | Asphalt       |
| Swansea          | Swansea Airport               | EGFH      | SWS       | Zivil   | 1350                   | Beton         |
| Welshpool        | Welshpool Airport             | EGCW      |           | Zivil   | 1020                   | Asphalt       |

## Britische Überseegebiete

### Akrotiri und Dekelia
| Stadt    | Name des Flughafens | ICAO-Code | IATA-Code | Nutzung | Länge Startbahn (in m) | Belag   |
| -------- | ------------------- | --------- | --------- | ------- | ---------------------- | ------- |
| Akrotiri | RAF Akrotiri        | LCRA      | AKT       | Militär | 2743                   | Asphalt |
| Dekelia  | Dekelia Airfield    |           |           | Militär | 366                    | Asphalt |
| Dekelia  | Kingsfield Airfield | LCRE      |           | Militär | 1250                   | Asphalt |

### Anguilla
| Stadt      | Name des Flughafens                    | ICAO-Code | IATA-Code | Nutzung | Länge Startbahn (in m) | Belag   |
| ---------- | -------------------------------------- | --------- | --------- | ------- | ---------------------- | ------- |
| The Valley | Clayton J. Lloyd International Airport | TQPF      | AXA       | Zivil   | 1665                   | Asphalt |

### Bermuda
| Stadt    | Name des Flughafens             | ICAO-Code | IATA-Code | Nutzung | Länge Startbahn (in m) | Belag   |
| -------- | ------------------------------- | --------- | --------- | ------- | ---------------------- | ------- |
| Hamilton | L.F. Wade International Airport | TXKF      | BDA       | Zivil   | 2958                   | Asphalt |

### Britische Jungferninseln
| Stadt od. Insel | Name des Flughafens                        | ICAO-Code | IATA-Code | Nutzung | Länge Startbahn (in m) | Belag                 |
| --------------- | ------------------------------------------ | --------- | --------- | ------- | ---------------------- | --------------------- |
| Anegada         | Auguste George Airport                     | TUPA      | NGD       | Zivil   | 0820                   | Asphalt               |
| Road Town       | Terrance B. Lettsome International Airport | TUPJ      | EIS       | Zivil   | 1416                   | Asphalt               |
| Virgin Gorda    | Virgin Gorda Airport                       | TUPW      | VIJ       | Zivil   | 0937                   | verdichteter Feinkies |

### Britisches Territorium im Indischen Ozean
| Ort          | Name des Flughafens      | ICAO-Code | IATA-Code | Nutzung | Länge Startbahn (in m) | Belag |
| ------------ | ------------------------ | --------- | --------- | ------- | ---------------------- | ----- |
| Diego Garcia | Diego Garcia NSF Airport | FJDG      |           | Militär | 3659                   | Beton |

### Cayman Islands
| Stadt od. Insel | Name des Flughafens                       | ICAO-Code | IATA-Code | Nutzung | Länge Startbahn (in m) | Belag   |
| --------------- | ----------------------------------------- | --------- | --------- | ------- | ---------------------- | ------- |
| Cayman Brac     | Charles Kirkconnell International Airport | MWCB      | CYB       | Zivil   | 1848                   | Asphalt |
| George Town     | Owen Roberts International Airport        | MWCR      | GCM       | Zivil   | 2136                   | Asphalt |
| Little Cayman   | Edward Bodden Airfield                    | MWCL      | LYB       | Zivil   | 0935                   | Kies    |

### Falklandinseln
| Stadt          | Name des Flughafens    | ICAO-Code | IATA-Code | Nutzung       | Länge Startbahn (in m) | Belag   |
| -------------- | ---------------------- | --------- | --------- | ------------- | ---------------------- | ------- |
| Mount Pleasant | RAF Mount Pleasant     | EGYP      | MPN       | Zivil/Militär | 2590                   | Asphalt |
| Stanley        | Flughafen Port Stanley | SFAL      | PSY       | Zivil         | 0918                   | Asphalt |

### Gibraltar
| Stadt     | Name des Flughafens | ICAO-Code | IATA-Code | Nutzung | Länge Startbahn (in m) | Belag   |
| --------- | ------------------- | --------- | --------- | ------- | ---------------------- | ------- |
| Gibraltar | Flughafen Gibraltar | LXGB      | GIB       | Zivil   | 1777                   | Asphalt |

### Montserrat
| Stadt      | Name des Flughafens       | ICAO-Code | IATA-Code | Nutzung | Länge Startbahn (in m) | Belag   |
| ---------- | ------------------------- | --------- | --------- | ------- | ---------------------- | ------- |
| Little Bay | Flughafen John A. Osborne | TRPG      | MNI       | Zivil   | 553                    | Asphalt |

### St. Helena, Ascension und Tristan da Cunha
| Insel      | Name des Flughafens  | ICAO-Code | IATA-Code | Nutzung       | Länge Startbahn (in m) | Belag   |
| ---------- | -------------------- | --------- | --------- | ------------- | ---------------------- | ------- |
| Ascension  | Flugfeld Wideawake   | FHAW      | ASI       | Zivil/Militär | 3054                   | Asphalt |
| St. Helena | Flughafen St. Helena | FHSH      | HLE       | Zivil         | 1950                   | Beton   |

### Turks- und Caicosinseln
| Stadt od. Insel   | Name des Flughafens                  | ICAO-Code | IATA-Code | Nutzung | Länge Startbahn (in m) | Belag   |
| ----------------- | ------------------------------------ | --------- | --------- | ------- | ---------------------- | ------- |
| Big Ambergris Cay | Harold Charles International Airport | MBAC      |           | Zivil   | 1737                   |         |
| Cockburn Town     | Flughafen Grand Turk                 | MBGT      | GDT       | Zivil   | 1939                   | Asphalt |
| Middle Caicos     | Middle Caicos Airport                | MBMC      | MDS       | Zivil   | 0750                   |         |
| North Caicos      | North Caicos Airport                 | MBNC      | NCA       | Zivil   | 1294                   | Asphalt |
| Pine Cay          | Pine Cay Airport                     | MBPI      | PIC       | Zivil   | 0762                   |         |
| Providenciales    | Flughafen Providenciales             | MBPV      | PLS       | Zivil   | 2804                   | Asphalt |
| Salt Cay          | Salt Cay Airport                     | MBSY      | SLX       | Zivil   | 0822                   |         |
| South Caicos      | South Caicos Airport                 | MBSC      | XSC       | Zivil   | 1829                   | Asphalt |

## Kronbesitztümer

### Guernsey
| Insel    | Name des Flughafens | ICAO-Code | IATA-Code | Nutzung | Länge Startbahn (in m) | Belag   |
| -------- | ------------------- | --------- | --------- | ------- | ---------------------- | ------- |
| Alderney | Alderney Airport    | EGJA      | ACI       | Zivil   | 0680                   | Asphalt |
| Guernsey | Guernsey Airport    | EGJB      | GCI       | Zivil   | 1463                   | Asphalt |

### Isle of Man
| Insel       | Name des Flughafens | ICAO-Code | IATA-Code | Nutzung | Länge Startbahn (in m) | Belag         |
| ----------- | ------------------- | --------- | --------- | ------- | ---------------------- | ------------- |
| Isle of Man | Isle of Man Airport | EGNS      | IOM       | Zivil   | 1754                   | Asphalt/Beton |

### Jersey
| Insel  | Name des Flughafens | ICAO-Code | IATA-Code | Nutzung | Länge Startbahn (in m) | Belag   |
| ------ | ------------------- | --------- | --------- | ------- | ---------------------- | ------- |
| Jersey | Jersey Airport      | EGJJ      | JER       | Zivil   | 1706                   | Asphalt |